# Michael Goehre

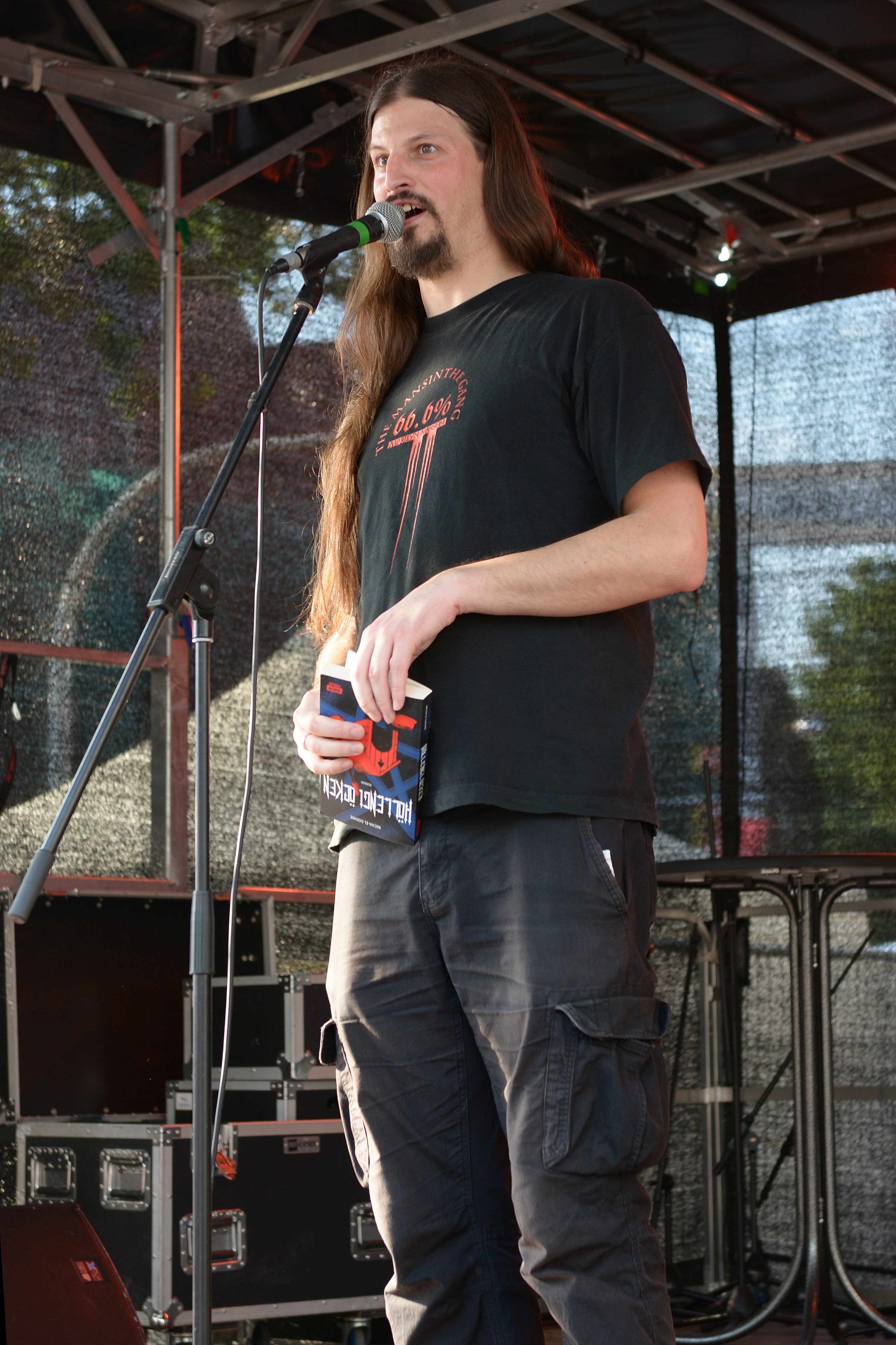
Michael Goehre bei Bochum Total 2015

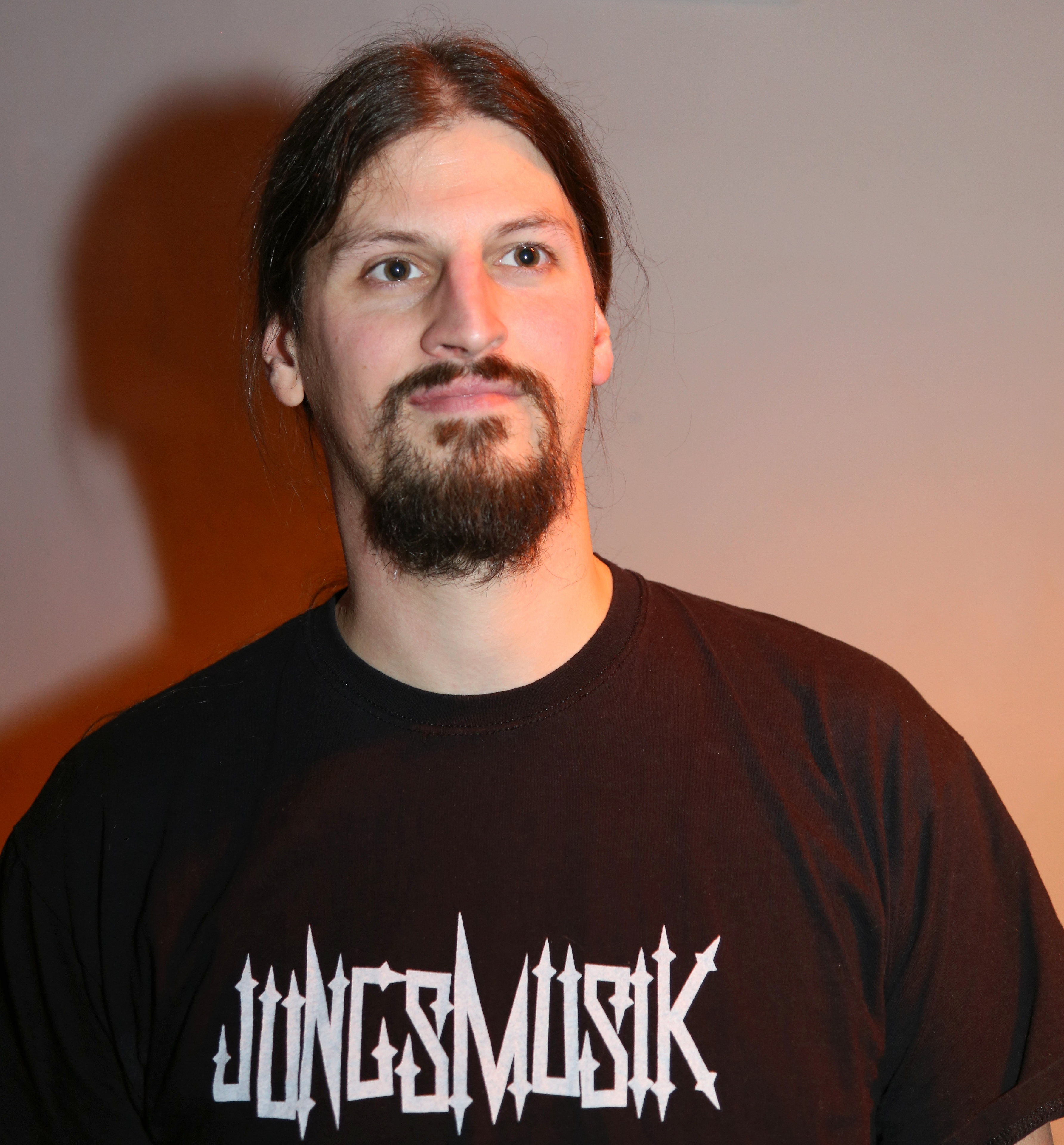
Michael Goehre (2014)

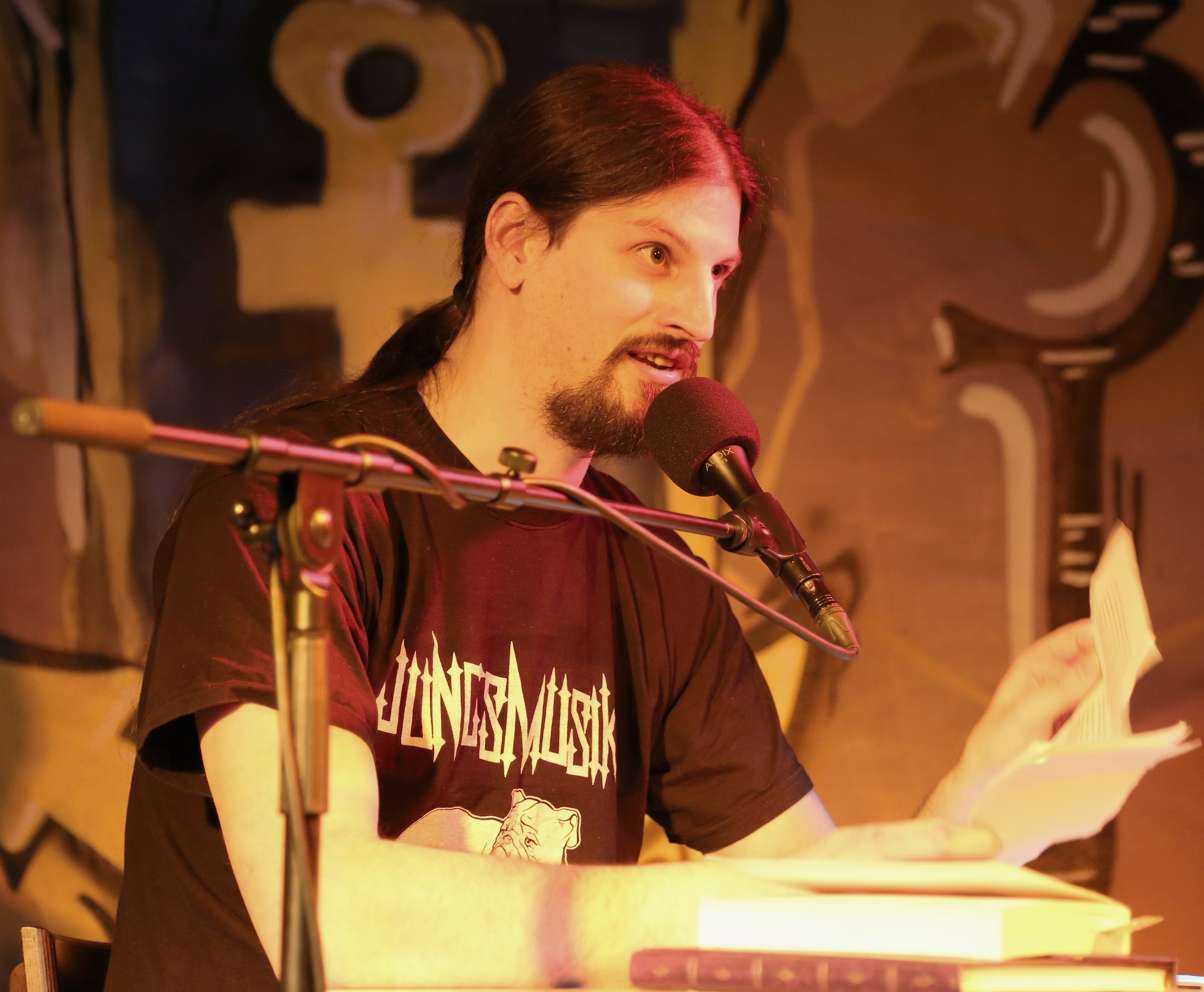
Michael Goehre bei einer Lesung im Jugendkulturzentrum „Scheune“ in Ibbenbüren (2014).

Michael Goehre, auch Micha-El Goehre, (* 6. Oktober 1975 in Gütersloh) ist ein deutscher Buchautor, Moderator, DJ, Blogger und Poetry-Slammer.

## Leben und Wirken
Michael Goehre besuchte das Oberstufen-Kolleg Bielefeld. Seit 2000 ist er als DJ, Musiker und freier Journalist sowie seit 2002 als Poetry-Slammer auf deutschen Lesebühnen präsent.
Im Jahr 2005 debütierte er mit dem Buch Wortstrom, das im Wunschkind-Verlag Ingo Oschmanns in Bielefeld erschien. 2006 gab der Verlag Lektora das Buch Whitebook heraus. Ebenfalls bei Lektora erschienen 2008 die Erzählung Hannah und die Ritter und 2009 die Textsammlung Wenn das Leben eine Party ist, sucht mich in der Küche. Im Jahr 2011 gab der Berliner Satyr Verlag seinen ersten Roman Jungsmusik heraus und 2013 auch dessen Fortsetzung Höllenglöcken.
Seine Kolumne Jungsmusik mit satirischen Beiträgen zum Thema Heavy Metal erscheint im Musikmagazin Legacy.
Mit Markus Freise, Misha Verollet und Eric Pfenning war er Mitglied der Bielefelder Lesebühne Wortpalast. Im ehemaligen Bielefelder Café FabrikArt gründete er seine eigene Lesebühne LesArt. Er betreibt mit Andreas Weber und Andy Strauß die monatliche Lesebühne DIE2DREI im Cuba Nova in Münster.
Michael Goehre stand vier Mal im Halbfinale der deutschsprachigen Poetry-Slam-Meisterschaften und im Finale des NRW-Slam. Er lebt in Eschwege.

## Schriften (Auswahl)
- Wortstrom. Wunschkind-Verlag Ingo Oschmann, Bielefeld 2005, ISBN 3-9810567-0-1.
- mit Marius Kuklik (Illustrator): Whitebook. Lektora, Paderborn 2006, ISBN 3-938470-07-0.
- Hannah und die Ritter. Erzählung. Lektora, Paderborn 2008, ISBN 3-938470-15-1.
- Wenn das Leben eine Party ist, sucht mich in der Küche. Lektora, Paderborn 2009, ISBN 978-3-938470-25-1.
- mit Axel Klingenberg (Hrsg.): The Punchliner Nr. 9. Buchmagazin für Satire und Slam-Poetry. Verlag Andreas Reiffer, Meine 2010, ISBN 978-3-934896-97-0.
- Monster, Monster. Das Lexikon der Ungeheuer, Unholde und ungemütlichen Zeitgenossen. Verlag Andreas Reiffer, Meine 2014, ISBN 978-3-934896-92-5.
- Wenn das Leben kein Ponyhof ist, warum liegt dann Stroh in der Ecke? Geschichten. Satyr Verlag, Berlin 2014, ISBN 978-3-944035-39-0.
- Wenn das Leben dir Limonade gibt, mach Zitronen draus! Geschichten. Satyr Verlag, Berlin 2019, ISBN 978-3-947106-23-3.

Trilogie
- Jungsmusik. Roman. Satyr Verlag, Berlin 2011, ISBN 978-3-9814475-1-4.
- Höllenglöcken. Roman. Satyr Verlag, Berlin 2013, ISBN 978-3-944035-07-9.
- Straßenköter. Ein Jungsmusik-Roman. Satyr Verlag, Berlin 2017, ISBN 978-3-944035-66-6.

Anthologiebeiträge
- Arschloch! Arschloch! In: Volker Surmann (Hrsg.): Das war ich nicht, das waren die Hormone! Satyr Verlag, Berlin 2010, ISBN 978-3-938625-94-1, S. 200–207.
- Edwyn geht steil. In: Mischael-Sarim Verollet (Hrsg.): Poety Slam. Das Buch. Die 40 besten Bühnen-Texte. Carlsen Verlag, Hamburg 2010, ISBN 978-3-551-68237-6, S. 191–195.
- Auf der Suche nach Mr. Wong. In: Volker Surmann (Hrsg.): Macht Sex Spaß? Ja, Nein, Vielleicht, Weiß nicht. Geschichten aus der Pubertät. Satyr Verlag, Berlin 2012, ISBN 978-3-944035-02-4.
- Nazis töten. In: Kein Versbreit den Faschisten. Die Welt ist uns zu braun, lass mal Blumen pflanzen. Unsichtbar Verlag, Diedorf 2019, ISBN 978-3-95791-101-8, S. 42–47.
- Tequila suicide. In: Michael Jakob & Elias Raatz (Hrsg.): Hanf aufs Herz. 18 Geschichten, Gedichte und Gedanken über Alkohol, Cannabis und weitere Drogen. Dichterwettstreit deluxe, Villingen-Schwenningen 2024, ISBN 978-3-98809-009-6.